# Список кавалеров ордена «За заслуги перед Отечеством» за 2001 год

## Кавалеры ордена I степени
1. 12 июня 2001 года, № 696 — Ельцин, Борис Николаевич — первый Президент Российской Федерации[1]
2. 5 декабря 2001 года, № 1388 — Строев, Егор Семёнович — Председатель Совета Федерации Федерального собрания Российской Федерации[2]

## Кавалеры ордена II степени
1. 11 марта 2001 года, № 289 — Баглай, Марат Викторович — Председатель Конституционного суда Российской Федерации
2. 28 марта 2001 года, № 351 — Маршал Российской Федерации Сергеев, Игорь Дмитриевич — министр обороны Российской Федерации
3. 2 апреля 2001 года, № 382 — Лукашенко, Александр Григорьевич — Президент Республики Белоруссия
4. 19 апреля 2001 года, № 450 — Аркаев, Леонид Яковлевич — главный тренер сборной команды России по спортивной гимнастике, город Москва
5. 19 апреля 2001 года, № 450 — Смирнов, Виталий Георгиевич — президент Олимпийского комитета России
6. 21 июня 2001 года, № 747 — Маршал Советского Союза Соколов, Сергей Леонидович, город Москва
7. 10 июля 2001 года, № 823 — Маршал Советского Союза Куликов, Виктор Георгиевич — председатель Комитета Государственной думы Федерального собрания Российской Федерации по делам ветеранов
8. 27 июля 2001 года, № 931 — Фадеев, Геннадий Матвеевич — начальник Московской железной дороги, город Москва
9. 28 сентября 2001 года, № 1151 — полковник Мусабаев, Талгат Амангельдиевич — командир группы, инструктор-космонавт-испытатель отряда космонавтов Российского государственного научно-исследовательского испытательного центра подготовки космонавтов имени Ю. А. Гагарина, Московская область
10. 22 ноября 2001 года, № 1349 — Ефремов, Вениамин Павлович — генеральный конструктор АО «Промышленная компания „Концерн «Антей»“» — генеральный конструктор Научно-исследовательского электромеханического института, город Москва

## Кавалеры ордена III степени
1. 5 марта 2001 года, № 253 — Першилин, Константин Георгиевич — директор учебно-опытного хозяйства «Тулинское» Новосибирского государственного аграрного университета
2. 17 марта 2001 года, № 309 — Дзасохов, Александр Сергеевич — Президент Республики Северная Осетия — Алания
3. 19 апреля 2001 года, № 450 — Колесов, Анатолий Иванович — руководитель рабочей группы Олимпийского комитета России, город Москва
4. 19 апреля 2001 года, № 450 — Максимов, Владимир Салманович — главный тренер сборной команды России по гандболу, город Москва
5. 7 мая 2001 года, № 522 — Рагулин, Александр Павлович — вице-президент Всероссийской общественной организации "Клуб юных хоккеистов «Золотая шайба», город Москва
6. 23 мая 2001 года, № 584 — Карпов, Анатолий Евгеньевич — президент Международной ассоциации фондов мира, город Москва
7. 31 мая 2001 года, № 618 — Машбашев (Машбаш) Исхак Шумафович — писатель, Республика Адыгея
8. 5 июня 2001 года, № 650 — Богданов, Владимир Леонидович — генеральный директор акционерного общества «Сургутнефтегаз», Ханты-Мансийский автономный округ
9. 12 июня 2001 года, № 698 — Колосков, Вячеслав Иванович — президент общероссийской общественной организации «Российский футбольный союз», город Москва
10. 4 августа 2001 года, № 970 — Данкверт, Алексей Георгиевич — генеральный директор акционерного общества по выращиванию и реализации племенного скота «Агроплемсоюз», город Москва
11. 15 октября 2001 года, № 1226 — Коков, Валерий Мухамедович — Президент Кабардино-Балкарской Республики[3]

## Кавалеры ордена IV степени
1. 7 января 2001 года, № 9 — Керимов, Керим Алиевич — главный специалист, научный консультант Федерального государственного предприятия «Центральный научно-исследовательский институт машиностроения» Российского авиационно-космического агентства, город Москва
2. 12 января 2001 года, № 21 — Ткаченко, Борис Иванович — вице-президент Российской академии медицинских наук, директор Научно-исследовательского института экспериментальной медицины, город Санкт-Петербург
3. 24 января 2001 года, № 75 — Ворович, Иосиф Израилевич-Гиршевич — академик Российской академии наук, директор научно-исследовательского института механики и прикладной математики Ростовского государственного университета
4. 14 февраля 2001 года, № 164 — Сычёв, Владилен Иванович — генерал-полковник
5. 15 февраля 2001 года, № 168 — Тарченко, Василий Миронович — председатель акционерного общества «Воробьево» Малоярославецкого района Калужской области
6. 15 февраля 2001 года, № 176 — Простяков, Игорь Игнатьевич — первый заместитель полномочного представителя Президента Российской Федерации в Сибирском федеральном округе
7. 19 февраля 2001 года, № 200 — Лосик, Олег Александрович — маршал бронетанковых войск в отставке, председатель клуба кавалеров ордена Жукова при Московском Доме ветеранов войны и военной службы
8. 19 февраля 2001 года, № 202 — Дедов, Иван Иванович — академик Российской академии медицинских наук, директор Эндокринологического научного центра Российской академии медицинских наук, город Москва
9. 19 февраля 2001 года, № 203 — Фельцман, Оскар Борисович — композитор, город Москва
10. 24 февраля 2001 года, № 234 — Назаров, Александр Викторович — председатель Комитета Совета Федерации Федерального собрания Российской Федерации по делам Севера и малочисленных народов
11. 6 марта 2001 года, № 272 — Мамлеев, Дмитрий Фёдорович — председатель правления общероссийского общественного фонда «Российский фонд мира», город Москва
12. 17 марта 2001 года, № 311 — Сулимова, Татьяна Николаевна — генеральный директор акционерного общества "Тульская кондитерская фабрика «Ясная Поляна»
13. 17 марта 2001 года, № 316 — Орлов, Виктор Петрович — президент Российского геологического общества, город Москва
14. 22 марта 2001 года, № 325 — Ананиашвили, Нина Гедевановна — солистка балета Государственного академического Большого театра России
15. 22 марта 2001 года, № 325 — Касрашвили, Маквала Филимоновна — солистка оперы Государственного академического Большого театра России
16. 22 марта 2001 года, № 325 — Маторин, Владимир Анатольевич — солист оперы Государственного академического Большого театра России
17. 22 марта 2001 года, № 325 — Соткилава, Зураб Лаврентьевич — солист оперы Государственного академического Большого театра России
18. 22 марта 2001 года, № 325 — Эрмлер, Марк Фридрихович — главный дирижёр, художественный руководитель оркестра Государственного академического Большого театра России
19. 22 марта 2001 года, № 326 — Алемасов, Вячеслав Евгеньевич — директор отдела энергетики Казанского научного центра Российской академии наук, Республика Татарстан
20. 29 марта 2001 года, № 375 — Жариков, Евгений Ильич — артист кино, город Москва
21. 7 апреля 2001 года, № 395 — Сомов, Вадим Евсеевич — генеральный директор общества "Производственное объединение «Киришинефтеоргсинтез», Ленинградская область
22. 7 апреля 2001 года, № 396 — Григорьев, Юрий Ильич — заместитель генерального конструктора акционерного общества «Ракетно-космическая корпорация „Энергия“ имени С. П. Королева», Московская область
23. 16 апреля 2001 года, № 432 — Филиппов, Владимир Михайлович — министр образования Российской Федерации
24. 19 апреля 2001 года, № 450 — Кожухов, Александр Борисович — президент Союза гандболистов России, город Москва
25. 19 апреля 2001 года, № 450 — Лебзяк, Александр Борисович — заслуженный мастер спорта России, город Москва
26. 19 апреля 2001 года, № 450 — Миндиашвили, Дмитрий Георгиевич — директор школы высшего спортивного мастерства по видам борьбы имени Д. Г. Миндиашвили Красноярского края
27. 19 апреля 2001 года, № 450 — Немов, Алексей Юрьевич — заслуженный мастер спорта России, Самарская область
28. 19 апреля 2001 года, № 450 — Поздняков, Станислав Алексеевич — заслуженный мастер спорта России, Новосибирская область
29. 19 апреля 2001 года, № 450 — Саутин, Дмитрий Иванович — заслуженный мастер спорта России, Московская область
30. 26 апреля 2001 года, № 470 — Рождественский, Геннадий Николаевич — дирижёр, генеральный художественный директор Государственного академического Большого театра России, город Москва
31. 7 мая 2001 года, № 524 — Цветков, Валентин Иванович — губернатор Магаданской области
32. 19 мая 2001 года, № 556 — Жеребцов, Анатолий Васильевич — председатель Ульяновского областного суда в отставке
33. 29 мая 2001 года, № 602 — Кабанов, Модест Михайлович — директор Научно-исследовательского психоневрологического института имени В. М. Бехтерева, город Санкт-Петербург
34. 30 мая 2001 года, № 609 — Холминов, Александр Николаевич — композитор, город Москва
35. 31 мая 2001 года, № 611 — Вяхирев, Рем Иванович — председатель правления акционерного общества «Газпром», город Москва
36. 5 июня 2001 года, № 649 — Михайленко, Виталий Иванович — руководитель администрации Кавказских Минеральных Вод — особо охраняемого эколого-курортного региона Российской Федерации, первый заместитель председателя правительства Ставропольского края
37. 6 июня 2001 года, № 657 — Ежов, Валентин Иванович — драматург, город Москва
38. 8 июня 2001 года, № 666 — Никоненко, Сергей Петрович — артист кино, город Москва
39. 9 июня 2001 года, № 692 — Лавров, Андрей Иванович — спортсмен-инструктор Краснодарской краевой общественной организации "Гандбольный клуб «Скиф»
40. 9 июня 2001 года, № 692 — Саитов, Олег Элекпаевич — спортсмен-инструктор муниципального учреждения дополнительного образования спортивной направленности школы высшего спортивного мастерства № 3 города Тольятти Самарской области
41. 23 июня 2001 года, № 756 — Куцев, Геннадий Филиппович — ректор Тюменского государственного университета
42. 28 июня 2001 года, № 778 — Шкабардня, Михаил Сергеевич — научный советник Института проблем управления имени В. А. Трапезникова Российской академии наук, город Москва
43. 10 июля 2001 года, № 827 — Шиянов, Александр Акимович — председатель Государственной думы Ставропольского края
44. 16 июля 2001 года, № 850 — Шмельков, Владимир Андреевич — президент акционерного общества «Подольский домостроительный комбинат», Московская область
45. 27 июля 2001 года, № 930 — Григоренко, Виктор Григорьевич — ректор Дальневосточного государственного университета путей сообщения, Хабаровский край
46. 6 сентября 2001 года, № 1106 — Ваншенкин, Константин Яковлевич — писатель, город Москва
47. 24 сентября 2001 года, № 1145 — Казаков, Юрий Иванович — почетный член Международного союза музыкальных деятелей, город Москва
48. 9 октября 2001 года, № 1197 — Тягачёв, Леонид Васильевич — президент Олимпийского комитета России
49. 11 октября 2001 года, № 1202 — Булдыжов, Фёдор Иванович — директор закрытого акционерного общества коллективного сельскохозяйственного предприятия «Хуторок» Новокубанского района Краснодарского края
50. 15 октября 2001 года, № 1220 — Комаров, Константин Леонидович — ректор Сибирского государственного университета путей сообщения, Новосибирская область
51. 15 октября 2001 года, № 1221 — Селезнёв, Игорь Сергеевич — генеральный конструктор, первый заместитель генерального директора федерального государственного унитарного предприятия "Государственное машиностроительное конструкторское бюро «Радуга», Московская область
52. 15 октября 2001 года, № 1225 — Никифоров, Борис Александрович — ректор Магнитогорского государственного технического университета имени Г. И. Носова, Челябинская область
53. 23 октября 2001 года, № 1242 — Бочков, Николай Павлович — вице-президент Российской академии медицинских наук, город Москва
54. 23 октября 2001 года, № 1242 — Мишин, Евгений Трофимович — генеральный директор государственного унитарного предприятия "Специальное научно-производственное объединение «Элерон», город Москва
55. 3 ноября 2001 года, № 1272 — Гаев, Дмитрий Владимирович — начальник государственного предприятия «Московский метрополитен»
56. 21 ноября 2001 года, № 1338 — Голованов, Лев Викторович — педагог-репетитор Государственного академического ансамбля народного танца под руководством Игоря Моисеева, город Москва
57. 3 декабря 2001 года, № 1379 — Дмитриева, Татьяна Борисовна — директор Государственного научного центра социальной и судебной психиатрии имени В. П. Сербского, город Москва
58. 3 декабря 2001 года, № 1384 — Одинцов, Михаил Петрович — председатель Российского комитета памяти Маршала Советского Союза Г. К. Жукова, первый заместитель председателя Объединенного координационного совета ветеранских организаций военно-воздушных сил и противовоздушной обороны, город Москва
59. 10 декабря 2001 года, № 1418 — Середавин, Владимир Диамидович — главный врач Самарской областной клинической больницы имени М. И. Калинина
60. 10 декабря 2001 года, № 1420 — Зотов, Владимир Борисович — префект Юго-Восточного административного округа города Москвы
61. 10 декабря 2001 года, № 1422 — Миронов, Вячеслав Александрович — председатель Законодательного собрания Тверской области
62. 11 декабря 2001 года, № 1437 — Полежаев, Леонид Константинович — губернатор Омской области
63. 27 декабря 2001 года, № 1499 — Шилобреев, Юрий Александрович — генеральный директор акционерного общества открытого типа «Первый строительно-монтажный трест», город Москва